# Dolní Přím
Dolní Přím (mužský rod, německy Nieder Prim) je obec v okrese Hradec Králové v Královéhradeckém kraji. Leží asi deset kilometrů západně od Hradce Králové. Žije v ní 763 obyvatel. Je zde registrováno 234 domů, z toho v samotném Dolním Přímu 80.

## Historie obce
První písemná zmínka o současné obci, zvané tehdy Nízký Přín, pochází z roku 1378, kdy ji vlastnili vladykové z Přínu. Jejich majetkem byl Přín do roku 1415. Poté se majitelé často střídali až do roku 1677, kdy bezdětný rytíř Rudolf z Vinoře odkázal Přím i celé přilehlé panství hradeckým jezuitům. Ti zde vybudovali barokní zámek sloužící nejen správě panství, ale také jako venkovská jezuitská rezidence. Po zrušení řádu roku 1773 se majitelé opět střídali a roku 1879 panství koupil hrabě Jan Harrach. Harrachům panství patřilo až do roku 1945, kdy jim byl celý rozsáhlý majetek včetně nedalekého zámku Hrádek u Nechanic na základě Benešových dekretů zabaven.

## Obyvatelstvo
| Rok            | 1869 | 1880 | 1890  | 1900  | 1910 | 1921 | 1930 | 1950 | 1961 | 1970 | 1980 | 1991 | 2001 | 2011 | 2021 |
| -------------- | ---- | ---- | ----- | ----- | ---- | ---- | ---- | ---- | ---- | ---- | ---- | ---- | ---- | ---- | ---- |
| Počet obyvatel | 992  | 993  | 1 019 | 1 029 | 987  | 961  | 950  | 714  | 697  | 632  | 565  | 503  | 543  | 636  | 768  |
| Počet domů     | 143  | 148  | 136   | 141   | 158  | 165  | 196  | 203  | 182  | 177  | 164  | 191  | 210  | 239  | 284  |

## Obecní správa

### Části obce
- Dolní Přím
- Horní Přím
- Jehlice
- Nový Přím
- Probluz

### Zastupitelstvo obce
Obec Dolní Přím má v současné době zastupitelstvo, ve kterém zasedá devět zastupitelů. Zastupitelé byli zvoleni v komunálních volbách 2022. Složení současného zastupitelstva je následující: 
- Petr Švasta - starosta obce
- Roman Fejfar - místostarosta obce
- David Fikr
- Milan Kroupa
- Markéta Nývltová
- Vratislav Ševčík
- Bc. Ladislava Tichá
- Mgr. Marek Vlastník
- Ing. Hana Vycpálková

### Obecní symboly
Znak a vlajka byly obci uděleny rozhodnutím předsedy Poslanecké sněmovny Parlamentu České republiky dne 9. prosince 2002.

## Charakteristika obce
Lehce nepravidelná zástavba Dolního Přímu vznikla podél hlavní ulice, která v mírném zvlnění běží od západu k východu a za rozcestím na Hradec Králové se stáčí k severu, kde tato ulice tvoří osu místní části Probluz. Ta se dnes s Dolním Přímem stavebně prakticky spojila. Ve střední části Dolního Přímu se nachází rozsáhlý areál bývalého hospodářského dvora se zámkem a parkem.
Obec Dolní Přím pořádá i pravidelné akce pro své občany. Mezi akce patří například rozsvícení vánočního stromu, besídka pro seniory či koncerty, zejména vánoční koncert.
Obec rovněž vydává své vlastní Obecní noviny, ve kterých jsou články o dění v obci, události a informace ze základní školy, informace o činnosti Sboru dobrovolných hasičů, společenská kronika či slovo starosty obce.
V místní části obce (Probluz) se nachází v současné době i základní škola a mateřská škola, která slouží žákům 1. stupně a jedná se o školu ,,malotřídní." V současné době je ředitelkou školy Mgr. Olga Marečková.

## Pamětihodnosti
- Barokní zámek z let 1681 až 1714
- Vojenský hřbitov z Prusko-Rakouské války roku 1866
- Skupina čtyř pomníku z války roku 1866
- Socha svatého Jana Nepomuckého[12]

## Galerie

Dolní Přím
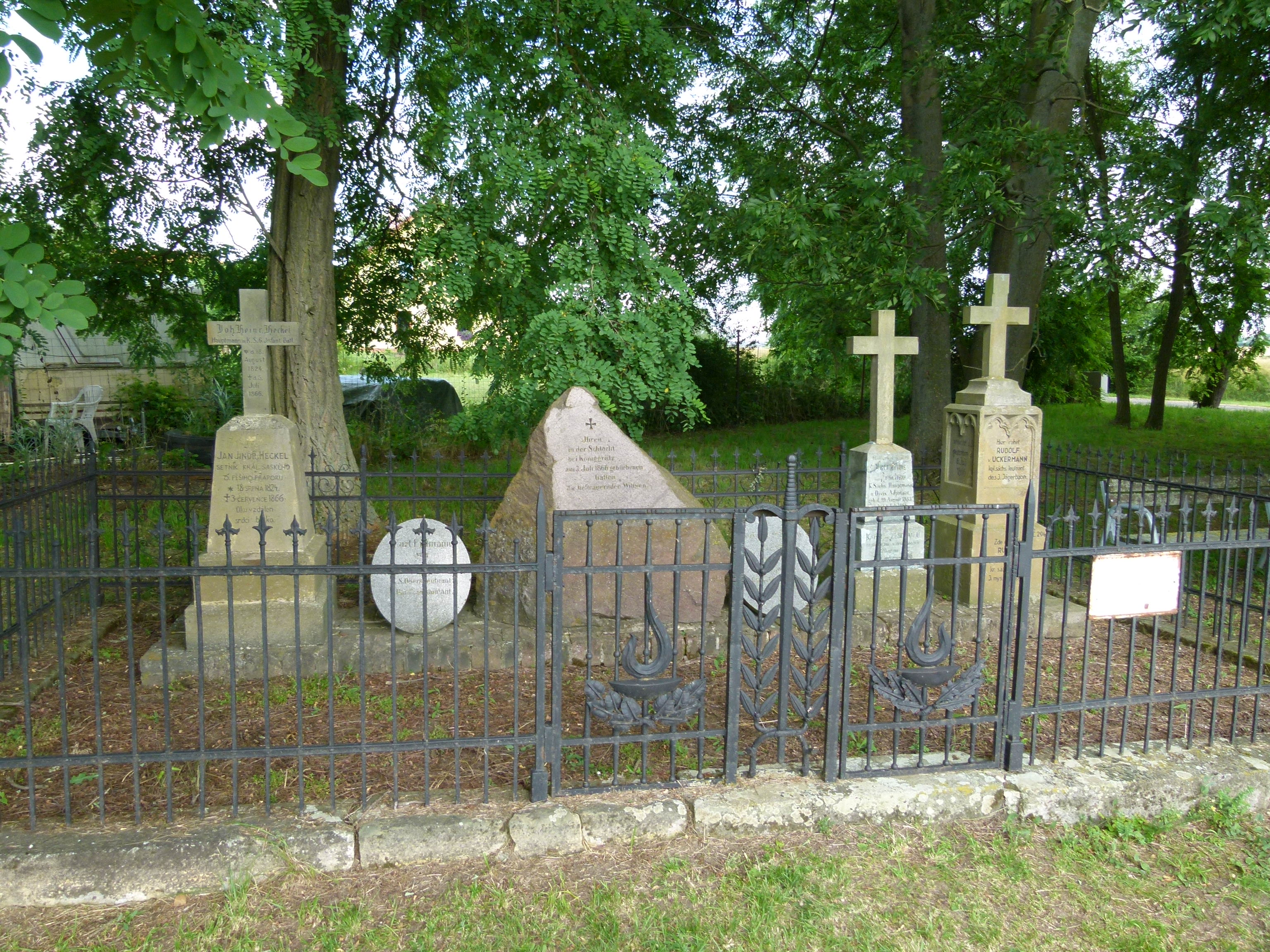
Pomníky
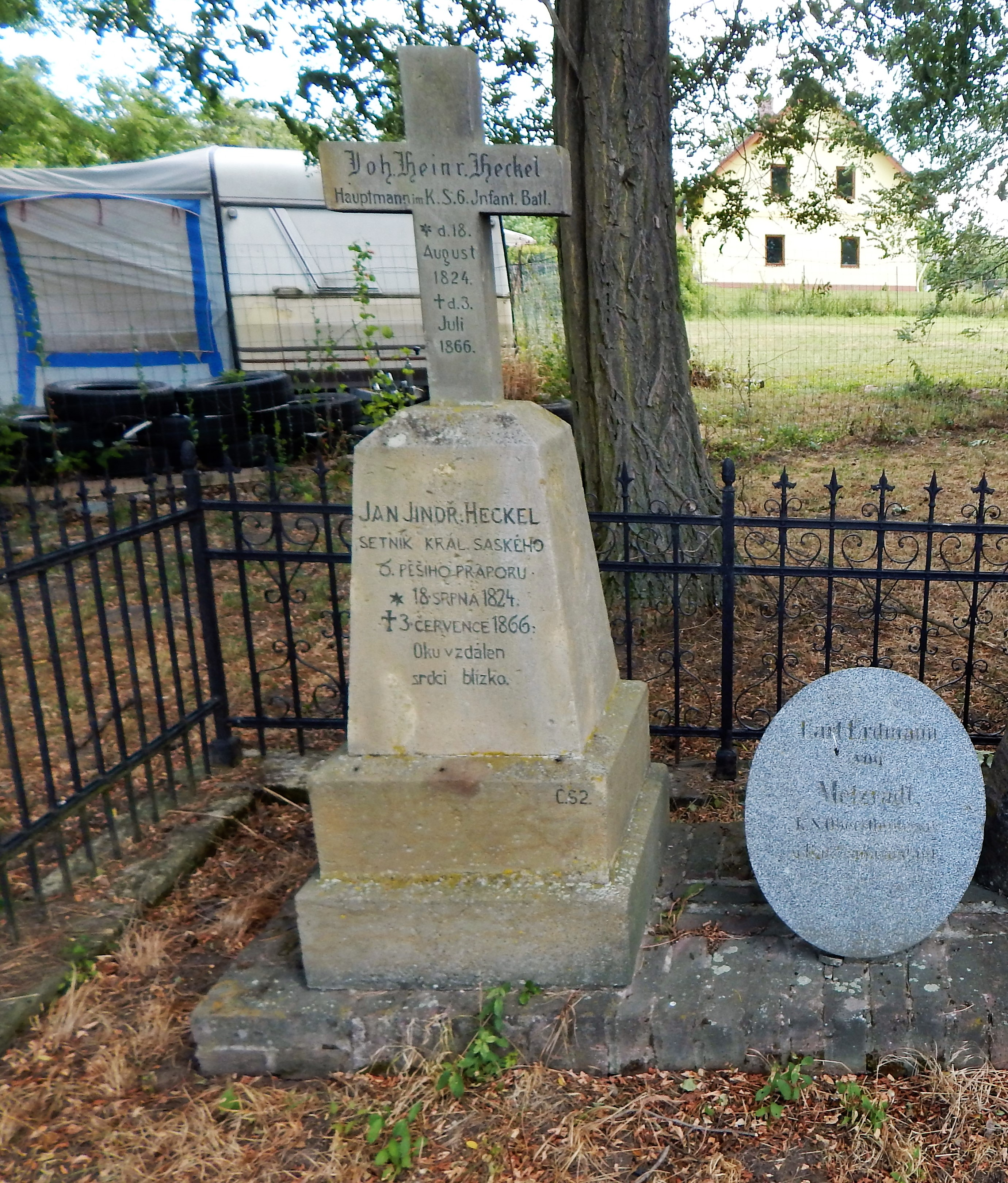
Detail pomníku saského setníka
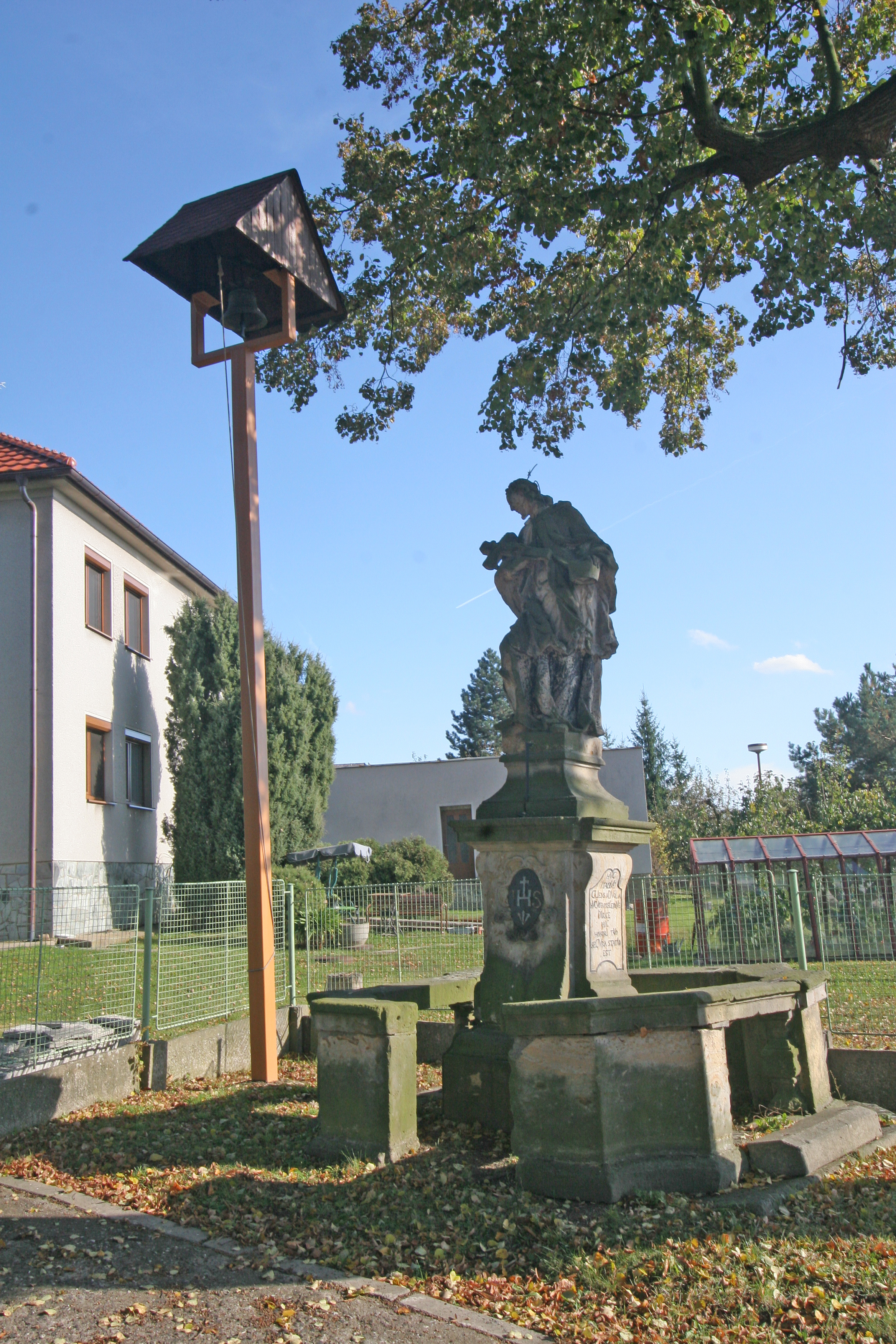
Socha sv. Jana Nepomuckého
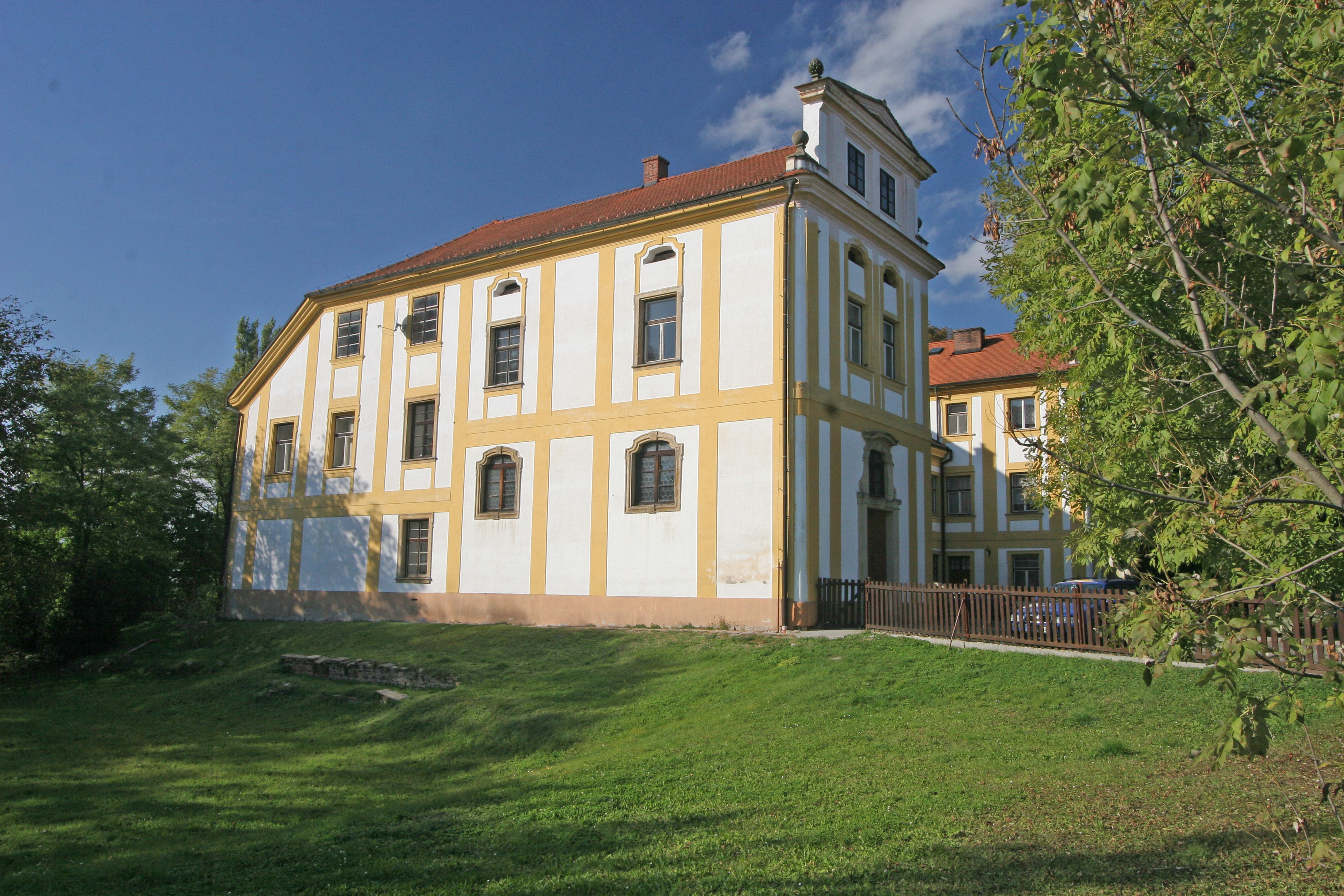
Zámek